# Paula Faour
Paula Faour de Oliveira Rocha (Rio de Janeiro, 17 de julho de 1971) é uma pianista, arranjadora e compositora de jazz e música popular brasileira.